# Pařížská zbrojnice
Pařížská zbrojnice (francouzsky Arsenal de Paris) je bývalá královská zbrojnice v Paříži ve 4. obvodu. Budova dnes slouží jako sídlo knihovny Arsenal.

## Historie
Od 14. století se na pravém břehu, naproti východnímu cípu ostrova Louviers poblíž tour de Billy nacházela zbrojnice. Poblíž celestýnského kláštera nechalo město Paříž na místě nazývaném Champ-au-Plâtre vybudovat dva velké sklady pro městské dělostřelectvo.
V roce 1533 si francouzský král František I. jeden ze skladů pronajal od města, aby měl vlastní zbrojnici. Navzdory protestům a stížnostem prévôtů obsadil i druhý sklad. V roce 1538 byly po zásahu bleskem a následným výbuchem zničeny všechny budovy. Král Karel IX. je nechal vystavět na své náklady, čímž se zbrojnice stala ryze královským zařízením. Zbrojnici nechali rozšířit i jeho nástupci Jindřich III. a Jindřich IV.
V roce 1718 byla během regentství postavena podle plánů architekta Germaina Boffranda nová budova na břehu malého ramene Seiny, kde je dnes Boulevard Morland.
V 18. století se pařížská zbrojnice skládala ze série budov a nádvoří. Vstup do zbrojnice se nacházel na ulici Rue du Petit-Musc, v místě, kde se tato ulice otevírá na nábřeží Quai des Célestins. Z celého komplexu se dochoval pouze palác velitele, kde dnes sídlí knihovna Arsenal.
V roce 1757 do paláce velitele přesídlil markýz Antoine-René de Voyer de Paulmy d'Argenson (1722–1787), ministr války. Jeho bohatá sbírka středověkých rukopisů a starých tisků se stala základem budoucí knihovny, do které byly během Francouzské revoluce převezeny archivní dokumenty z nedaleké Bastily a mnoho dalších knih ze zrušených pařížských klášterů.
Během 19. století provedeny stavební úpravy v budově, aby se zvětšil prostor pro stále rostoucí počet knih.
V roce 2003 byla budova zapsána na seznam historických památek.